# Therese Zenz

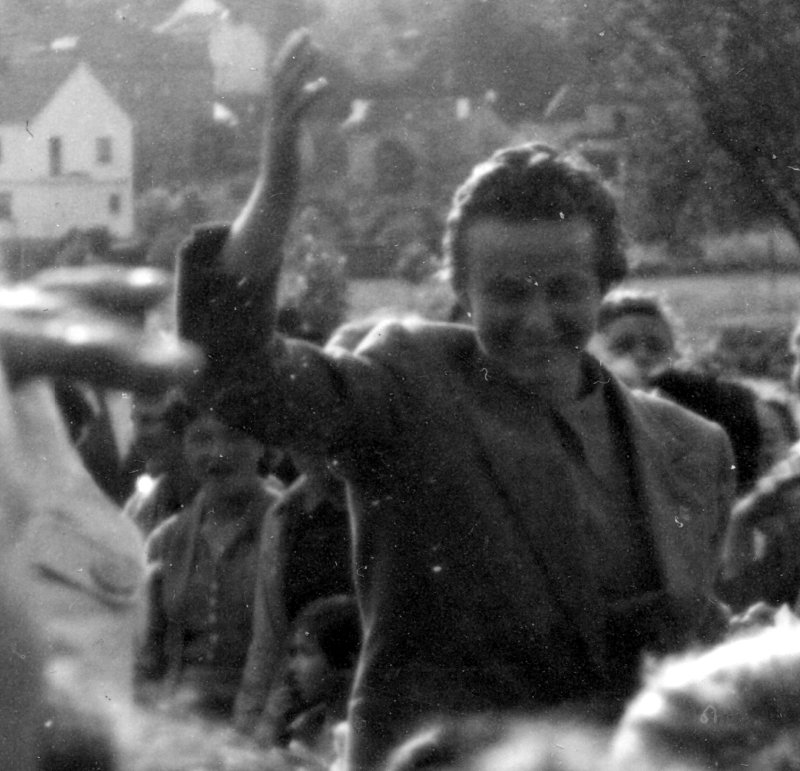
Die frischgebackene Weltmeisterin Therese Zenz wird 1954 in ihrem Heimatort Mettlach begeistert empfangen

Therese Zenz (* 15. Oktober 1932 in Merzig; † 22. Oktober 2019 ebenda) war eine deutsche Kanutin. Sie nahm von 1952 bis 1960 an drei Olympischen Spielen teil und errang dabei drei Silbermedaillen. Sie wurde 1954 zudem Weltmeisterin.

## Sportliche Erfolge
Therese Zenz begann ihre sportliche Karriere mit der Leichtathletik und Handball. „So zum Spaß mal“ ist sie nach eigenem Bekunden in ein Kanu eingestiegen. Sie sammelte jedoch im Saarland Titel nach Titel und nahm als Mitglied der saarländischen Olympiamannschaft bei den Olympischen Sommerspielen 1952 in Helsinki teil. Sie belegte im Finale im Einer-Kajak auf dem offenen Meer der Ostsee den 9. Platz. Dieses Resultat war mehr, als man von der in der saarländischen Gemeinde Mettlach lebenden Sportlerin erwarten konnte. Die Teilnahme an den Spielen und ihr gutes Abschneiden sei für sie starke Motivation gewesen, die Teilnahme in Helsinki hat sie nach eigener Aussage angetrieben, ihr Trainingspensum selbst im Winter eisern herunterzuspulen. Dies und ihr langjähriger Trainer Nickel Ziegler haben sie immer wieder angetrieben.
1954 errang Zenz bei den Kanu-Weltmeisterschaften in Mâcon den Titel der Weltmeisterin im Einer-Kajak über 500 Meter. Dabei schrieb sie Sportgeschichte: Dies war das erste und einzige Mal, dass ein Teilnehmer eines saarländischen Teams Weltmeister wurde und bei Weltmeisterschaften die Flagge des Saarlandes gehisst wurde.  Zu dieser Zeit war das Saarland auf Grund der politischen Entwicklung nach dem Zweiten Weltkrieg Mitglied des IOC, ehe das Nationale Olympische Komitee des Saarlandes im Oktober 1956 aufgelöst wurde. Erst nach diesem Erfolg bekam sie nach ihrer eigenen Aussage Extra-Urlaub für das Training von ihrem Arbeitgeber Villeroy & Boch, wo sie als Mosaiklegerin arbeitete.
1956 gewann Zenz die deutsche Olympiaausscheidung und war in Melbourne für die gesamtdeutsche Olympiamannschaft im Einerkajak über die Distanz von 500 Meter Favoritin, da sie seit zwei Jahren ungeschlagen war. Die Russinnen waren jedoch stärker als erwartet, Therese Zenz unterlag im Finale der Russin Jelisaweta Dementjewa denkbar knapp mit 0,7 Sekunden Rückstand. Zenz gewann die Silbermedaille. 1959 wechselte sie ihren Trainer. Er akzeptierte das individuelle Training der Sportlerin nicht  und obwohl sie von 1957 bis 1960 viermal hintereinander Deutsche Meisterin wurde, rief die Presse nach ihrem vierten Platz bei den Weltmeisterschaften nach ihrem Abschied. So zog sie ihre Konsequenz und trennte sich von ihrem Trainer. Sie qualifizierte sich für die Olympischen Spiele 1960 in Rom. Sie startete am 29. August 1960 als Favoritin auf Bahn 5 in das Finale. Nach langer Führung entschied das Fotofinish. Zenz unterlag mit 0,14 Sekunden Rückstand der Russin Antonina Seredina. Sie gewann keine 80 Minuten später im Zweierkajak mit ihrer Sportkameradin Ingrid Hartmann die Silbermedaille über 500 Meter.
Nach dem Finale in Rom beendete Zenz ihre Sportlerkarriere. 1964 nahm sie als Betreuerin an den Olympischen Spielen teil. Der von ihr betreute Zweierkajak in der Besetzung Roswitha Esser und Annemarie Zimmermann gewann die Goldmedaille.
Kurz nach ihrem 87. Geburtstag starb sie im Oktober 2019 in Merzig.

## Ehrungen
- 21. Januar 1957: Auszeichnung mit dem Silbernen Lorbeerblatt.[5]
- 19. Oktober 2020: Verleihung der Ehrenbürgerschaft der Gemeinde Mettlach.[6]

## Quelle
- Volker Bernardi u. a.: Olympische Geschichte des Saarlandes. Gollenstein Verlag, Blieskastel 2004, ISBN 3-935731-54-X.